# Franklin Flores
Franklin Geovany Flores Sacaza (ur. 18 maja 1996 w Jutiapie) – honduraski piłkarz występujący na pozycji lewego obrońcy, reprezentant Hondurasu, od 2018 roku zawodnik Realu España.